# The West Pole
The West Pole è il nono album discografico in studio del gruppo musicale rock olandese dei The Gathering, pubblicato nel 2009.

## Descrizione
Si tratta del primo album a cui partecipa la nuova vocalist e frontwoman Silje Wergeland, che ha sostituito Anneke van Giersbergen e che aveva già fatto parte del gruppo Octavia Sperati. In questo album inoltre sono presenti alcune collaborazioni: quella con la cantante olandese Anne van den Hoogen e quella con la messicana Marcela Bovio (Stream of Passion).
L'album è stato pubblicato dalla Psychonaut e questo rappresenta un ritorno per il gruppo nei confronti dell'etichetta fondata dallo stesso gruppo nel 1999.

## Tracce
1. When Trust Becomes Sound – 3:53
2. Treasure – 4:06
3. All You Are – 4:34
4. The West Pole – 6:35
5. No Bird Call – 5:38
6. Capital of Nowhere – 6:35
7. You Promised Me a Symphony – 2:54
8. Pale Traces – 7:46
9. No One Spoke – 4:32
10. A Constant Run – 7:44

## Formazione
Gruppo
- Silje Wergeland - voce, piano
- René Rutten - chitarre
- Frank Boeijen - tastiere
- Marjolein Kooijman - basso
- Hans Rutten - batteria

Ospiti
- Marcela Bovio - voce (traccia 8)
- Anne van den Hoogen - voce, cori
- Jos van den Dungen - violino, viola
- John Mitchell - violoncello
- Marije de Jong, Jonas Pap - voce narrante